# Wの悲劇 (映画)
『Wの悲劇』（ダブリューのひげき）は、1984年12月15日に公開された日本の青春映画。監督は澤井信一郎。薬師丸ひろ子主演。カラー・108分。併映は原田知世主演の『天国にいちばん近い島』。1985年の邦画4位となる15億5000万円の配給収入を記録した。
夏樹静子の小説『Wの悲劇』が原作とクレジットされているが、小説は本映画中に上演される舞台劇の原作であり、本作のストーリーはその舞台を演じる女優の成長と元劇団員の男性との恋を描いた青春映画である。
作品および監督の澤井、主演の薬師丸、助演の三田はこの作品で数々の賞を受賞し、特に、薬師丸がアイドルから大人の女優に成長した映画としても有名である。また、薬師丸による主題歌もオリコンチャート月間1位を記録するヒット作となった。

## 作品解説
原作の小説とは設定が違い、若い舞台女優が劇団のスキャンダルに巻き込まれながら、それを逆手に取って成り上がっていくストーリー。原作小説のメインストーリーは映画内の劇団が公演している舞台のストーリー（劇中劇）となっており、映画内に原作ストーリーをそのまま内包した形で展開している。こうした構成になったのは、脚本を担当した荒井晴彦が「原作を劇中劇にしたい」と製作者の角川春樹に提案し、角川も「面白いなぁ。それで行こう」と賛同したことに端を発し、また澤井信一郎に監督の依頼をする前に、ミステリーの謎解きの説明が映画的でないという理由で既に何人かの監督に断られており、澤井は原作を劇中劇にして劇団の研究生の青春映画にすることを条件に引き受けたことによる。『麻雀放浪記』のシナリオを手伝ったことで縁のあった和田誠からの「謎解きミステリーに名画はない」との言葉も後押しとなった。また、劇団という設定について監督の澤井は、スターである薬師丸にオーディションで落ちるという役を与えることで人生経験を積ませたかったと述べている。別説として、黒澤満プロデューサーによれば、原作は冬の山荘の話なのに撮影が夏になるため映画の設定を変更し、角川が原作者の夏樹静子を説得したと話している。角川によれば映画製作に関して、夏樹側とのトラブルは一切なく、「これでやりますから」の一言で決着したという。
劇中劇の外枠部分のストーリーはアーウィン・ショーの短編小説『憂いを含んで、ほのかに甘く』を参考にしていて、それを翻訳者常盤新平が盗作を批判するなど議論が起こった。これに対し、小林信彦は『キネマ旬報』で「ヒントを得ることは盗作ではない。これを盗作とすれば、日本映画の大家の名作、現代日本文学の代表作の幾つかが、盗作になってしまう。」と援護するコラムを書いた。また、映画評論家の蓮實重彦や脚本家の野上龍雄も擁護した。結局、訴訟には至らず、毎日新聞も盗作でないと判断し、毎日映画コンクール脚本賞受賞の運びとなった。澤井監督は、この騒動で角川や原作者の夏樹に迷惑をかけ申し訳なかったとインタビューで答えている。
劇団の演出家役で蜷川幸雄が出演し、実際に劇中劇の演出も担当している。また、当時テレビで活躍していた芸能レポーターの梨元勝、福岡翼、須藤甚一郎、藤田恵子が、静香のスキャンダルと舞台『Wの悲劇』の突然の主役交代を追及するレポーター役で出演している。名優藤原釜足の最後の出演映画でもある。

## ストーリー
三田静香（薬師丸ひろ子）は劇団「海」の研究生で、女優になるために努力を重ねる20歳の女性。そんな真摯な静香を公園で見初めた森口（世良公則）は元劇団員の26歳、今は不動産屋の社員をしている。
静香は劇団の次回公演『Wの悲劇』の主役選考オーディションに臨むが、同期のかおり（高木美保）が役を射止め、静香は物語の冒頭でひとことだけ台詞のある端役（兼プロンプター）を担当することになった。オーディションに落ちて落ち込む静香に、森口は俳優時代の心理的な苦悩を語る。そして、森口は、静香がスターになれなかったらという条件で結婚を申し込み、反対に静香が役者として成功した場合はサヨナラの意味も込めて楽屋に大きな花束を贈ることを約束する。
そんな静香に、危険な第2のチャンスが待っていた。『Wの悲劇』公演のため大阪に滞在中、看板女優である羽鳥翔（三田佳子）のホテルの部屋で、羽鳥のパトロンの堂原（仲谷昇）が腹上死してしまったのだ。スキャンダルになることを恐れた羽鳥は、たまたま部屋の前を通った静香を呼び寄せ、身代わりになることを頼む。その見返りとして、続く東京公演でかおりを降板させ、静香を主役へ起用させることを約束する。舞台への情熱が勝った静香はその申し出を承諾し、羽鳥の代わりにスキャンダルの当事者としてマスコミの矢面に立つ。
そして、静香にとって初めての大舞台となる、東京公演の幕が上がる。羽鳥の後押しもあって、静香はステージの上で全身全霊で役柄を演じきり、観客や団員達の賞賛と祝福を受ける。しかし栄光もつかの間、新しいスターを取材しようと集まった報道陣の前に真相を知ったかおりが現れ、事の全てを暴露、静香をナイフで刺殺しようとするが、森口が静香を庇って刺される。一夜の名声から再びスキャンダルの汚名をかぶった静香だが、同時に自分の道は舞台にしかないことを確信する。静香は女優として再起することを誓い、森口に別れを告げる。そんな静香の去り際を、森口は拍手で見送る。

## キャスト
注：役名に続くカッコは劇中劇『Wの悲劇』での役柄を示す。
三田静香（若い女中→和辻摩子）
演 - 薬師丸ひろ子
劇団「海」の研究生。20歳。次回公演『Wの悲劇』のオーディションに落ち、舞台の冒頭で「失礼します」の一言だけの端役（女中役）になる。及びプロンプと楽屋当番も兼任する。大阪公演の滞在先のホテルで翔の部屋で堂原が亡くなった直後に、偶然そばを通りかかったことから役者人生が大きく変わっていく。
日々ダンスや芝居の稽古に忙しい生活を送る。見栄っ張りで、田舎出身(シナリオ上は青森出身)なのに昭夫に出会った当初「東京出身」と言っていた。処女であり、研究生たちの間では有名で「(処女の設定である摩子役について)処女役だから静香にピッタリ」と言われている。ただし、実際には本作の冒頭で初体験済み。昭夫からは「美人ではないがチャーミング」と評されている。
森口昭夫
演 - 世良公則
不動産屋。26歳。新潟県出身。野外舞台で劇のワンシーンを練習していた静香と偶然出会い、一目惚れして猛烈にアタックする。好青年で優しく無邪気な性格で、花束をプレゼントしたり相談に乗るなど静香を見守っている。しかし時々静香にとっては少々お節介な言動に映ってしまうことから、つかず離れずの関係となっている。
趣味は演劇で、過去に役者を目指していた。しかしライバルの演劇仲間が亡くなり悲しんでいた所、もう一人の自分が現れた。自分自身に演技の指導を受けるような感覚に陥り、まるで嘘泣きのようになってしまった。それ以来プライベートで素直な感情が出せなくなったため役者の夢を諦めたと語っている。
羽鳥翔（和辻淑枝。摩子の母親で与兵衛の姪）
演 - 三田佳子
劇団の大女優で、看板女優。劇中劇『Wの悲劇』のもう一人の主役を演じている。大物女優でありながら楽屋当番の静香にも気取らずに接するが、役者として芝居には厳しい性格。同時にしたたかな性格で看板女優として自身の保身のために、表現力・演技力を使ってスキャンダルを揉み消そうとする。
堂原とは20代の頃に彼の子供を堕ろしたり、30歳の頃にプロポーズされたが芝居に夢中で断った過去がある。その後も長年に渡って、親密な交際を続けてきた。

### 劇中劇に参加する人たち
五代淳（中里右京。和辻家の事件を捜査する警部）
演 - 三田村邦彦
劇団の俳優。独身。静香の初体験の相手。同時に劇団の羽鳥翔とは深い関係にある。
劇中劇では、摩子に疑いを持って、彼女をかばおうとする和辻家から推理によって真実を暴き出そうとする。
嶺田秀夫（和辻道彦。淑枝の二人目の夫で摩子の義理の父親）
演 - 清水綋治
劇団の俳優。スキャンダルにより静香の降板騒動が起きた際、降板か残留かに劇団内の意見が別れる中、唯一「多数決で決めりゃいいんじゃないの」という意見に留めた。
劇中劇では、殺人の容疑がかかった摩子の無罪を信じて、取り乱す淑枝を励ます。
安恵千恵子（和辻みね。与兵衛の妻）
演 - 南美江
劇団のベテラン女優で翔の先輩。
君子のオーディション時の流産騒動や静香（実際には翔）のパトロン・堂原の腹上死など、若い研究生の性の乱れや貞操観念を憂えている（が、翔からは「若い頃芝居の稽古でアルバイトもできずお金がない時、女を使って生活しなかった?」との問いには何も言い返せなかった）。
劇中劇では、容疑のかかった摩子を警察に引き渡さないようにすべきだと意見する。
城田公二（間崎鐘平。会長の主治医）
演 - 西田健
劇団の俳優。
立ち稽古ではセリフの間を取りすぎたため、演出家から叱責されていた。
劇中劇では、犯人とされる摩子に容疑がかからないように与兵衛の死亡推定時刻を遅らせることを和辻家に提案する。
小谷光枝（一条春生。摩子の家庭教師）
演 - 香野百合子
劇団の女優。
劇中劇では、家庭教師ながら事件に対し一つの推理を導き出す。
佐島重吉（和辻与兵衛。和辻製薬会長。通称「おじい様」）
演 - 日野道夫
劇団の俳優。
劇中劇の殺人の被害者。何者かによって自室で刺殺される。
木内嘉一（和辻繁。与兵衛の弟）
演 - 草薙幸二郎
劇団の俳優。
水原健（和辻卓夫）
演 - 堀越大史
劇団の俳優。
林年子（女中頭）
演 - 野中マリ子
劇団の女優。

### その他劇団に関わる人達
菊地かおり（和辻摩子→途中降板）
演 - 高木美保
劇団研究生。静香のライバル。オーディションで次回公演『Wの悲劇』の主役の和辻摩子役に抜擢される。
将来は有名な女優になるべく人一倍芝居に情熱を燃やし、常に自信に満ち溢れた表情で稽古に挑む。かなりの野心家で、看板女優である翔に対しても「いつか追い抜いてやるわ」という気持ちを内に秘める。
宮下君子
演 - 志方亜紀子
劇団の研究生仲間。研究生たちの間では「(摩子役は事実上)かおり、君子、静香の闘いだね」と言われており、仲間の中でも特に評価されている3人の内の1人とされる。かおりに対するライバル心が強い。実は妊娠中であるにもかかわらず、オーディションを受けてしまい流産騒動を起こしてしまう。病室で静香へ産むことを告げるも、その後の劇団との関係は不明。
小川明子(若い女中)
演 - 渡瀬ゆき
オーデション第三位。静香がスキャンダルに巻き込まれたとき女中役を明子に交代しようとする意見が出る。その後、静香が摩子役を得たため、女中役とブロンプターを正式に得る。
日高
演 - 内田稔
劇団の主催者
森安
演 - 渕野俊太
演出助手
舞台監督
演 - 遠藤征慈
劇中劇『Wの悲劇』の主催者。劇団内の様々な事のまとめ役や静香の会見に同席して事前にアドバイスをした。
安部幸雄
演 - 蜷川幸雄
劇団の演出家。芝居に対して熱い性格で、怒ると台本を役者に投げつける。

### その他の人々
堂原良造（死体）
演 - 仲谷昇
作中では有名な百貨店・東宝デパート社長。妻子がある。羽鳥翔のパトロン。『Wの悲劇』の大阪公演期間中の翔の滞在先のホテルの部屋で腹上死した。以前から心臓が弱く、翔も気をつけてはいたとのこと。後の警察の調べで彼の死は自然死として処理された。
翔が20歳ぐらいの頃、芝居のチケットを買ったことがきっかけでパトロン関係となる。翔をブロードウェイに連れて行ったり、演技で新人賞を受賞した時に車のMGをプレゼントするなどした。
レポーター
演 - 梨元勝、福岡翼、須藤甚一郎、藤田恵子
妻子ある堂原がパトロン相手の女優の前で腹上死したというスキャンダルについて、会見で静香に辛辣な質問を浴びせる。
将棋をさす老人
演 - 藤原釜足
テケツ嬢(切符売り場の係員)
演 - 塚田聖見
その他
演 - 絵沢萌子、団巌、寺杣昌紀、岸加奈子、日下由美 ほか

## スタッフ
- 製作：角川春樹、黒澤満
- 監督：澤井信一郎
- 原作：夏樹静子
- 脚本：荒井晴彦、澤井信一郎
- 音楽：久石譲
- 主題歌：薬師丸ひろ子「Woman "Wの悲劇"より」（作詞: 松本隆／ 作曲: 呉田軽穂（松任谷由実） ／編曲: 松任谷正隆）
- 舞台監修：蜷川幸雄
- 舞台美術：妹尾河童
- 舞台監督：高田憲治、岡本義次、村井秀安、中村信一
- プロデューサー：黒澤満、伊藤亮爾、瀬戸恒雄
- 撮影：仙元誠三
- 照明：渡辺三雄
- 美術：桑名忠之
- 録音：橋本文雄
- 編集：西東清明
- 助監督：藤沢勇夫、鹿島勤、大津是
- 音響効果：小島良雄
- 記録：宮本衣子
- 制作進行：大塚泰之
- 現像：東映化学
- 製作協力：セントラル・アーツ

## ロケ地
- 石神井公園 - 野外舞台のある公園[16]。
- 武蔵関公園付近 - 三田静香の住むアパート[16]。
- 八王子市の明治生命保養所 - 劇団「海」の稽古場[17][注 2]。
- 江古田駅付近の村さ来 - 研究生のたまり場[19]。
- 表参道 (原宿)・神宮前四丁目 - 三田静香が五代淳と待ち合わせするカフェテラス。
- 西荻窪の天徳湯[20] - 三田静香と森口昭夫が通う銭湯。
- 調布市グリーンホール - 大阪公演の舞台[17]。
- 帝国劇場 - 東京公演の外観とロビー[21]。
- 練馬文化センター - 東京公演の舞台[16]。
- 日比谷スカラ座 - 森口昭夫が三田静香の身代わりに刺された場所[16]。
- 代官山 - ラスト・シーン。森口昭夫が三田静香を見送る。「これが俺達の千秋楽か？」[22]
  - 外国人の牧師が住んでいた家 - 昭夫が静香に同居を申し込む貸家[23]。

## 企画・製作準備

### 劇中劇
澤井信一郎監督には、原作の『Wの悲劇』の和辻摩子を撮りたいのではなく、20歳の薬師丸ひろ子の人生を切り取りたいとの思いがあり、それには原作通りに映画化するよりも演劇志望の子が劇中劇で和辻摩子を演じるオリジナル脚本が相応しいと判断した。原作通りでは雪に閉じ込められた別荘という1つのセットしかない映画となるので何人もの監督に断られていた、そのため角川春樹事務所は原作のタイトルと主人公の名前さえ使ってくれれば、どう脚色しても良いというくらいに監督探しに困っていたという背景もあった。
謎解き・トリックが優先される原作と感じた助監督の藤沢勇夫は、真犯人である夫の容疑を妻がかぶり、さらに母親思いの娘が身代わりとなるというのは、封建時代ならともかく現代人がする行動だろうかと疑問を持った。原作者の夏樹静子自身、実の娘を犠牲にするくらいなら旦那に「あなた捕まりなさい。」と言うだろうと話している。
劇中劇は何でも良いのではなく、少女（和辻摩子）が演劇部に所属し、「身代わりの話」である『Wの悲劇』である必要があった。映画オリジナル・ストーリー部分は、劇中劇が『Wの悲劇』であるがゆえに生み出された。
澤井によれば、夏樹静子は原作に沿った風でも原作の味が出ていないドラマよりも、今回のような部分的な劇中劇であっても原作の味を出してもらった方が嬉しいと話していた。
原作通りに映画化した場合の主役は誰になるか、東京に逃がされて出番が少なくなるので摩子を主役にするのは難しい、探偵役の一条春生も当事者ではなく感情の起伏がないので除外され、映画として成立するのは母親の淑枝を主役にすることではないかと澤井監督は述べている。しかし、それでは薬師丸ひろ子主演映画では無理になる。

### シナリオ
3か月と少し掛かり完成したシナリオの7割は荒井晴彦、残りの3割を澤井が担当した。青春映画部分を荒井が、舞台関係のシーンを澤井が書いている。「そんな時、オンナ使いませんでした!?」は荒井の考えたセリフ。荒井の第1稿は200字詰原稿用紙で約480枚という大作（通常の映画の2倍）となり、澤井は呆れて言葉を失ったが、黒澤満は非常に寛容だった。
荒井と澤井は劇団雲・劇団四季・俳優座などの18歳から20歳の研究生を取材した。取材の中で、色気のない女優が、好きだった先輩と寝ることで色気がでると思ったが変化なくがっかりした話は、静香の色気に乏しいキャラクター設定とシナリオに取り入れられた。記者会見で静香が話すエピソードの芝居のチケットを売るためにデパートなどのお金のありそうな所に飛び込みで行く話も取材に基づいている。
シナリオ作りのために見た映画は『女優志願』・『イヴの総て』・『赤い靴』・『グリニッチ・ビレッジの青春』、舞台撮影の参考のために『ジョルスン物語』。
病室で「産んで悪い性格直してやんなくちゃ」と言う宮下君子（志方亜紀子）は70年代の全共闘的女性のイメージで、60年世代の自分には書けない70年世代の荒井による優れた人物造形だったと澤井は褒めている。
居酒屋で昭夫が友人の話だとして話す「ここはもっと泣いた方がいい」の元ネタは『加藤健一の俳優のすすめ』（1984年、劇書房）。『麻雀放浪記』に出演中の加藤から許可をもらい使用した。
ラストシーンは、最初、静香と昭夫の2人が結ばれるハッピーエンドだったが、角川側から結婚させないでくれと注文がつき、現在のような2人別々の道を行くというものになった。2人が別れるラストは浦山桐郎の『非行少女』 の互いに別々に生きていこうと駅の待合室で長々と話すシーンをイメージしたと荒井は話している。
映画を見た澤井監督の師匠ともいえるマキノ雅弘は、これまでの映画なら〔記者会見などで〕恥ずかしい思いをした甲斐もあって、静香が舞台で成功して良かったで終わりだった、菊地かおり（高木美保）に真相をバラされるとか、最後に2人が別れるようなエンディングを許す角川映画の自由さを羨ましいと言った。
和田誠によれば、これまでは時代劇ですら自分自身に非常に近い役を演じてきた薬師丸にとって、職業的には舞台女優と近いが、自分とは全く違う女性を演じる厳しいシナリオとなっている。

### キャスティング
劇団の大女優である羽鳥翔役には悪役的要素があるので他の女優には断られていたが、その事を黙ったまま、最初に三田佳子に声をかけたことにしてオファーしたが、三田は「本当? 私が出るなら、ひろ子ちゃんの役名を三田にはしないわよねっ」と見抜いた。また、死体のパトロン役に関しては三田が実際に抱ける、三田好みの配役にして欲しいとの注文から仲谷昇になった。
テレビドラマ『25才たち・危うい予感』 での世良公則の演技を見て森口昭夫役をお願いした。この役も最初は他の俳優にオファーしていたが断られ、世良は、そのことを聞いて知っていたが出演を了承した。
写真選考で1、2歳の年齢制限のために落選にしたが、たまたま、その書類を見た澤井監督が気の強そうな写真を気に入り、実際に会ってみると口跡〔声色・言い回し〕が良いので合格にしたのが、新人の高木美保だった。

### 音楽
5人の音楽候補のデモテープを聴き、1本の映画経験しかない新人の久石譲（デモテープは『風の谷のナウシカ』の劇伴）を採用した。この映画の後、澤井監督は5作品で久石に音楽を依頼することになる。
舞台のストーリーのクライマックスで、当時はまだ一般によく知られていなかったエリック・サティの「ジムノペディ第1番」が使用された。「私、おじいさまを殺してしまった。刺し殺してしまった!」と静香が絶叫するシーンで突如流れる曲は、ジュゼッペ・ヴェルディの「レクイエム」より「ディエス・イレ（怒りの日）」が使用されている。
当初、澤井監督は主題歌の「Woman "Wの悲劇"より」は映画のリズムに合わないとの理由で、映画内で使用することに拒絶反応を示していた。しかし、試写会で主題歌の流れる映画のエンディングになると客席は号泣の嵐となった。監督のイメージする主題歌とは違うものではあったが、映画に非常に合っていたと当時東映の宣伝担当だった遠藤茂之は語っている。

## 製作

### 全般
1984年7月22日クランクイン、9月22日クランクアップ。撮影実働日数35日。撮影総カット数約385カット。撮影は順調で、日曜日は休み、残業もほとんどなかったと薬師丸ひろ子はインタビューに答えている。

### オーディション
澤井監督の演技指導は詳細（歩き方・歩くスピード、鞄の持ち方・置き方、水の飲み方など）で、かつ、懇切丁寧でわかりやすく、役者に演技の意味を伝え、役のイメージを喚起していたと助監督は書いている。時には、監督自らが演技して指導した。監督が女性のしぐさをすると女性である薬師丸も感心した。がに股で坂道を歩くシーンやカレンダーにマーク（安全日）するシーンの意味を澤井監督は薬師丸に説明した。2003年の対談では、若い役者がセリフ回しとか感情を作るのは難しいので、監督である自分の言う通りに演技させると答えている。
森口昭夫との出会いとなる野外舞台のシーンで、三田静香はアントン・チェーホフ作『かもめ』のニーナのセリフを練習している。ニーナは名声を夢見る女優志望の登場人物。
初体験後、自宅に戻った三田静香がマークを付けるカレンダーは、和田誠作の「スクリーン・グラフィティー」。5月6月が『キューポラのある街』の吉永小百合と浜田光夫、マークを付けた7月8月は『カルメン故郷に帰る』の高峰秀子と小林トシ子。監督の薬師丸への期待が込められている。
宮下君子が妊娠を静香に告白する駅のプラットフォームのシーンでは、終電後、電車を貸し切りにして5 - 6回走らせた。前の駅を出発して1分前後で到着するので、ワンカットで2人が電車に乗れるようにセリフを削除した。
オーディションに落ちた三田静香が森口昭夫を花束でぶつシーンについて、最初は花を貰って嬉しいが、オーディションに落ちた絶望や惨めさ、やり場のない怒り、それが昭夫に対する甘えに変わり、そして抑えきれない激情がおそってくると演技指導した。甘えていることが分かると静香の乱暴な振る舞いが許せ、無念の気持ちが伝わる演出だったと助監督は書いている。
澤井監督は、居酒屋のワンシーンワンカットでの薬師丸の演技が一番好きだと言っている。嘘泣きの演技をさせることで、三田静香ではなく薬師丸の地を出すことを意図していた。2本のOKテイクの中、スタッフ全員が世良公則の演技が良かった方を推したが、澤井監督は薬師丸の良かった方を採用した。薬師丸の受けの演技が良かった方を採用しなかったら、薬師丸という女優が育たないと監督は説明した。
撮影中、しぐさをめぐって、薬師丸が澤井監督に抵抗することもあった。指で歯を磨くシーンに関しては、日常的ではなく女の子は絶対にしないと薬師丸は抵抗したが、監督に「君が演じれば嫌に見えない」と言われ、騙されていると思いながら従った。

### 舞台
大阪公演のシーンはエキストラに薬師丸ファン1300人を集めて行われた。東京公演は1500人。舞台演出家の蜷川幸雄、舞台美術に妹尾河童、照明に原田保が集結。澤井監督は舞台の演出を既に5回経験していたので舞台の演出も担当した。蜷川は劇中劇に音楽をつけることと照明デザインを担当し娯楽的な舞台に仕上げた。舞台をトータルに監修することや舞台経験のない薬師丸に舞台上での所作も教えた。
終演後の誰もいない客席に向かって「ウッ」と無念の気持ちが込み上げてくる演技で薬師丸が戸惑っていると、澤井監督は杉村春子を例に出し指導した。OKを出したが、春まではいかず杉村冬子と澤井監督は評価した。
澤井監督の前作『野菊の墓』を見た三田佳子が、なぜ樹木希林のアップ・ショットは撮るのに私のアップは撮らないのかと質問すると、澤井監督は空気感が伝わらないアップは嫌いで、アップにこだわるのは古いと返答した。『Wの悲劇』の中で人物のアップ・ショットは、薬師丸1回、三田2回、死体役の仲谷1回。
三田佳子の演技は女優然としていて素晴らしかったと助監督は記述している。静香をスキャンダルの身代わりにするシーンでの歩き回る演技に関して澤井監督と三田は意見が食い違った。三田演じる羽鳥翔は動転していて動けないと思うと意見する三田に対し、澤井監督はアクシデントから既に30分は経過し、現場を見た研究生に協力させて苦境を切り抜けたいが、その方法が見いだせずイライラしているので部屋を歩き回ると説得した。
劇団関係者の前で静香をかばうシーンで、三田は気持ちの上からも動きを付けた演技は無理と意見した。澤井監督は三田の意見も聞き入れ、先に監督提案の動きを付けた演技、次に三田提案の動きのない演技で撮影することにした。羽鳥翔は持論を展開する時に思わず動きが入る、それは女優の業で一世一代の大嘘をついているのに関わらず、〔いつの間にか〕自分が主役の芝居と勘違いして演技する快感に酔っていると澤井監督は演技を説明した。結局、三田も納得し三田案は撮影されなかった。
シナリオには存在した警察の取り調べのシーンは撮影もせずにカットされた。三田静香が嘘をつき通す試練が記者会見と警察の2回となり、〔シーンの持つ衝撃性が薄れ〕、また、静香に対する質問内容も記者会見と同じになるため。
記者会見のシーンでは薬師丸に伏し目にならないように芸能レポーターを直視するように指導した。本物のレポーターを使うことによって、実際の追及の間合いや迫力が得られ〔追及される〕薬師丸も本気になり、ある種のドキュメンタリー要素が生じている。薬師丸は局面、局面で綺麗というよりも目が爛々としている、目に力がある女優と監督は評している。澤井によれば、薬師丸が嘘の人生を選択した静香を演じると、健気に見えて非難する気になれず、これは彼女の良さだと述べている。

### クライマックス
和辻摩子役を菊地かおりから奪い成功した静香が、新たな楽屋係に「私の衣装も持ってって」とクリーニングを頼むシーンも撮影されずにカットとなった。
刃物を持った菊地かおりが静香に突進し昭夫が身代わりに刺されるシーンの俯瞰ショットには2つの理由がある。1つ目は一連のアクション・シーンは男優でも難しいのに、ましてアクションに不慣れな若い女優がやる嘘臭さが真俯瞰ならごまかせるから。より重要な2つ目の理由は地上で3人が収まるロングの画を撮ろうとすると出待ちのファンやテレビのレポーターが入ってしまうが、真俯瞰なら3人以外を入れないで撮れるから。ただし、妹尾河童は俯瞰ショットは絵に凝りすぎていると澤井に感想を述べている。
世良演じる昭夫が刺された後、昭夫のセリフが終わるまで駆け寄らずに黙って見ているように澤井監督は指示するが、薬師丸は自分の身代わりで傷ついた昭夫にすぐ駆け寄りたいと意見した。それに対し、澤井監督は、昭夫にとって一世一代の別れの大芝居を演じていて、そんな男のロマンチシズムを静香も理解しているからこそ駆け寄らないで見守っていると説明。傷ついた昭夫が運ばれ、静香が報道陣のフラッシュを浴びるシーンでは〔地の〕薬師丸自身で反応することと笑顔と涙を要求した。帰りのロケバスの中で、澤井監督はVサインを出すしぐさも追加すれば良かったと後悔した。
誰が菊地かおりに真相を伝えたのか、澤井監督からの正式解答はない。理由は、誰が犯人で、動機は何かを説明しようとすると、映画が5〜10分は長くなってしまうから。同様に、スキャンダルが新聞に出て、青森から母親が静香を訪ねてくるシーンもカットされた。

### ラストシーン
静香がアパートを退去する時に天井に貼ったままの舞台のポスターに気付き、飛びついて剥がそうとするシーンがあるが、このセットの天井は美術によって通常より高く作られた。
ラストカットのお辞儀のシーンは、澤井監督の泣き加減について求めるものが厳しかったため、なかなかOKが出なかった。薬師丸は演技で泣けないことが辛くなり、〔その泣けない自身に対して〕泣けたと当時を振り返っている。

### カット及びシナリオ段階までは存在していたシーン
撮影はされたがカットされたシーン。及びシナリオ段階までは存在していたシーンを記す。
- 静香に呼び出された五代が待ち合わせ場所へ向かおうとすると、翔と初老の男(堂原)がブティック前にいる。店外のワゴンでお揃いのTシャツを仲良く選んでいる所を五代が目撃するシーン(シーン11)[77]。
- 稽古場前で五代と昭夫が言い合いをするシーン(シーン30-33)[78]。本編では稽古場前で言い合いをして終わるが、シナリオでは静香は昭夫に気付くと五代の車に飛び乗り走り出す。昭夫は五代の車を追いかける。事情を察知した五代は道端に車を止め昭夫と言い合ってから一人で車で去っている。
- 静香と五代が車でアパートを見に行く車中シーン(シーン37)[79]。
- 舞台終了後、楽屋でかおりが新聞記者のインタビューを受けているシーン(シーン45)[80]。その後、静香がかおりの衣装を頼まれる場面になる。
- 昭夫の部屋の電話が鳴る。続いて静香が電話ボックスで受話器をフックに戻し、10円玉が大量に戻ってくるシーン(シーン47-48)[81]。
- 繁華街で静香がぶらぶら歩いていると、タコ焼き屋の前で五代とかおりが包みを二人で受け取る所を目撃。慌てて静香が路地に逃げ込む場面(シーン49)[82]。
- 大阪の警察署で静香が刑事の取り調べを受けるシーン(シーン54)[83]。
- セントラル不動産で昭夫と社長が高校野球を見ながらざるそばを食べている。夕刊が届き堂原が静香の部屋で死んだという記事を昭夫が見つけ、社の電話をかけようとするがやめて外へ出る。電話ボックスから大阪のホテルへ電話をするシーン(シーン55-56)[84]。結局電話は繋がらない。
- 主役交代後の稽古のシーン(シーン66)[85]。DVD「『Wの悲劇』予告編」に一部が収録されている。劇団の稽古場で出演陣一同が見守る中、特訓が行われている。安部に激しいダメ出しをされ、翔が冷ややかに見ている。時間軸としては、公園で昭夫に平手打ちをされた場面の後に当たる。
- 稽古場で一人でナイフを床に突きさしたり「私は・・・ろくでなし(方言)」と言ってナイフを手首に当てるシーン(シーン67)[86]。管理人が飛び込んできてナイフを取り上げるも「稽古です。稽古していたんです!」と弁明する。DVD「『Wの悲劇』予告編」に一部が収録されている。
- いつか静香と飲んだ店で昭夫が酔いつぶれているシーン(シーン68)[87]。
- アパートで静香が冷蔵庫を開けたりして手当たりしだいに物を食べるシーン。台所で母親が持ってきた干餅を食べる(シーン70)。続いて、公園で静香が走っており、食べたものをはく。はいては走り、はいては走るを繰り返す(シーン71)[88]。
- カーテンコール終了後、楽屋で静香が化粧を落とさず、ぼーっと座っているシーン(シーン83)[89]。明子が「早く化粧を落とさないと、みんなパーティ会場へ向かっているわよ」と言う。明子「つかれた?」、静香「(首を振る)一晩中、続いても大丈夫よ」と答える。明子が衣装を持って出て行こうとすると、「あ、悪いけど、ついでに私のも持って行ってくれる?」と静香は頼む。
- 昭夫が劇場そばの花屋で花束を頼むシーン(シーン84)[90]。バラの花束を頼むが、いつか静香になぐられた花があるのに気付き「すいません。バラやめて、これにしてください。これ全部」と言う。
- 緞帳が上がり常夜灯が付いている舞台中央で、誰もいない広い客席を見ながら静香が深々と一人頭を下げるシーン(シーン85)[90]。
- アパートを引き払った静香が昭夫と初めて会った公園のステージを眺めるシーン(シーン88)[91]。
- 「一人ぼっちのカーテンコール」が1カットだけ予告編に使用されている[92]。澤井によるとラストシーンの後回想シーンとして入れる予定であった。

### 舞台版「Wの悲劇」と小説版「Wの悲劇」の設定の違い
- 舞台では山荘で淑枝が道彦を殺し本人も自殺しているが、原作では湖の岬の崖の上で淑枝が道彦を刺し、道彦が崖から落ちて死んでいる。淑枝はその場で現行犯逮捕されている。
- 舞台では摩子が自殺した淑枝を抱きかかえてるシーンで閉幕となるが、原作では既に摩子は逮捕されていて警察署の留置所に勾留されている。
- 原作では淑枝は三度目の結婚(一人目は病死、二人目は事故死)で、道彦は二度目の結婚となっているが、舞台では淑枝は二度目の結婚となっている。道彦に離婚歴があるのかどうかは不明。
- 原作では家庭教師役の一条春生が主人公で山荘へ訪れるシーンから始まり、春生が事件を推理し、ラストも春生のシーンで終わっている。警察側の主な推理者は中里のままである。
- 本編では女中頭と若い女中(静香)が出てくるが原作では一切登場しない。
- 原作では春生と鐘平がキスをしたり、春生の気持ちが揺らいだりするシーンが見られる。淑枝も鐘平に抱いてもらうシーンがある。
- 劇中では胃チューブがベッド下から発見されるが、原作ではチューブの切れ端がバルコニー影の床から発見されている。
- ラスト近く道彦が春生に「山荘には二人だけだ」という場面があるが、原作で二人きりなのは車内と湖の岬のみである。その後中里は駆けつけるが摩子は上記の通り警察で留置されている。

## 封切り
1984年12月15日に東映洋画系で全国一斉ロードショー公開された。興行成績は15億5000万円の配給収入を記録し、これは1985年の邦画で第4位になった。
座る席もない大ヒットだったこと以上に、新宿武蔵野館で実施した映画満足度調査の結果が新記録の99.8パーセントと高評価になったことの方が嬉しかったと澤井監督は記憶している。
弟子の映画なので、マキノ雅弘はあまり悪口は言わず、ところどころ褒めてくれた。マキノによれば、薬師丸は長続きする女優だとのこと。

## 作品の評価

### 受賞歴
- 第8回日本アカデミー賞[94]
  - 話題賞 作品部門：Wの悲劇
  - 話題賞 俳優部門：薬師丸ひろ子
- 第9回日本アカデミー賞[95]
  - 最優秀監督賞：澤井信一郎
  - 優秀作品賞：Wの悲劇
  - 優秀脚本賞：荒井晴彦・澤井信一郎
  - 最優秀助演女優賞：三田佳子
  - 優秀主演女優賞：薬師丸ひろ子
- 第39回毎日映画コンクール
  - 日本映画大賞：Wの悲劇
  - 脚本賞：荒井晴彦、澤井信一郎
  - 女優助演賞：三田佳子
- 第27回ブルーリボン賞
  - 主演女優賞：薬師丸ひろ子[96]
  - 助演女優賞：三田佳子[96]
- 第10回報知映画賞
  - 助演女優賞：三田佳子
- 第58回キネマ旬報ベスト・テン
  - 日本映画部門 第2位：Wの悲劇[注 17]
  - 脚本賞：澤井信一郎、荒井晴彦
  - 助演女優賞：三田佳子
  - 読者選出日本映画ベスト・テン第2位：Wの悲劇
- 第3回ゴールデングロス賞[97]
  - 優秀銀賞：Wの悲劇
  - マネーメイキングスター賞：薬師丸ひろ子
- 第9回熊本映画祭
  - 日本映画女優賞：薬師丸ひろ子[96]
  - 日本映画監督賞：澤井信一郎[96]

### ブルーリボン賞
澤井監督は、薬師丸はアイドルというレッテルを貼られ、子役の演技として不当に評価されているので、この映画で主演女優賞を獲らせたいと映画公開前に行われた原作者の夏樹静子との対談で抱負を語っていた。
三田佳子との対談で、薬師丸は「この映画を自分で見て、ますます役者に向いてないと思った。」と打ち明けると、三田は薬師丸が今後も女優を継続すると思うし、この映画で立派な女優になったと励ました。
ブルーリボン主演女優賞の表彰式で、薬師丸は「この映画で燃えつきたので、（女優を）やめようと思った。でも、この賞は私にガンバレという励ましの意味でいただけたと思います」とスピーチした。
映画の中で薬師丸演じる研究生は女優を続けるか決断を迫られるが、薬師丸自身も女優を続けるか悩んでいたことを考えると、ここでも虚構と現実が二重写しになっていた。

### シーン・セリフ
三田静香のセリフ「顔ぶたないで！私、女優なんだから！」は当時流行し、お笑いのショートコントなどでよく使われた。
映画評論家・イラストレーターの三留まゆみはラストのカーテンコールを一番素敵なシーンとし、「あの表情はどんな女優にもできない、間違いなく、1本の映画をやりとげた20歳の生身の女の子が出ている。」と賞賛している。
テレビ情報誌『テレビブロス』2012年5月26日号の特集「声に出して読みたい映画版"Wの悲劇"」では、下記のセリフを取り上げた。
- 「あぁーっ、ただの女になっちゃう…」
- 「女優！、女優！、女優！」
- 「安恵さん、劇団を維持していくため、好きな芝居を作っていくため、でもお金がない、アルバイトしていると稽古ができない、そんな時、オンナ使いませんでした！？あたしはしてきたわ！」
- 「でも一度映画に行った時、ハンバーガーとジュース、私のお金で…あの人、とても喜んで…」

テレビ朝日系で2012年10月27日に放送された『マツコのDX音楽会』で、マツコ・デラックスといとうあさこが映画『Wの悲劇』の名シーンを選んだ。
- いとうあさこが選んだのは「女優！、女優！、女優！」のシーン
- マツコ・デラックスが選んだのは「ホラ見てよ、これ、指輪の跡、お母様、お母様って、そのたんびに、ぎゅうぎゅう、ぎゅうぎゅう、上から握られたら、私、痛いわよ」のシーン

### 後の作品への影響
1998年に出版された佐々木譲の小説『ステージドアに踏み出せば』の中で、演劇志望の女性の登場人物が映画『Wの悲劇』は大学の演劇科では非公式の必見教材であったと回想し、彼女は友人から映画のもうひとつの原作として『憂いを含んで、ほのかに甘く』の本を渡される。また、「商業演劇が大阪公演から始まること」、「大女優には付き人がいるはずであり、事件の処理は付き人に相談するはず」、「ゴシップ雑誌は、大女優とパトロンとの関係を知っていたはず」の3点が不自然と登場人物の口を借りて指摘している。
2009年の宮藤官九郎脚本の舞台『印獣』での三田佳子の役は、映画『Wの悲劇』の"大女優"羽鳥翔から生まれた。
2013年の連続テレビ小説『あまちゃん』には、映画『Wの悲劇』との関連を噂されるシーンが幾つかあるが、脚本家の宮藤官九郎は"大女優"鈴鹿ひろ美（薬師丸ひろ子）が付き人の天野アキ（能年玲奈）を叱る時の「領収書！領収書！領収書！」が、「女優！女優！女優！」へのオマージュであると述べている。このシーンを澤井信一郎監督も見ていて、とてもうれしかったとインタビューに答えている。
2016年、三田佳子は『スニッカーズ』のCMに『Wの悲劇』〔の羽鳥翔〕を連想させる大女優のパロディで出演した。

## 備考
- 薬師丸が初主演したドラマ『ミセスシンデレラ』（1997年、フジテレビ）のプロデューサーで、薬師丸を18年ぶりにテレビドラマへ担ぎ出した小岩井宏悦は、この業界に入ったきっかけは映画『Wの悲劇』だったと話している[110]。
- 薬師丸は2011年のフジテレビ系「とくダネ!」のインタビューで、役にのめり込み過ぎて役者を辞めたくなった映画に『Wの悲劇』を挙げた。薬師丸のVTRが終わるとコメンテーターを務めていた高木美保は〔薬師丸が〕『Wの悲劇』の現場で大変苦労していたのを覚えていますと話した[111]。
- 2012年の沖縄国際映画祭でイベント「角川映画好き芸人 薬師丸ひろ子から学ぶ『Wの悲劇』」に薬師丸をゲストに招き、特別上映された[112]。
- 原作者の夏樹静子は、監督の澤井信一郎との（映画を見る前の）対談の中で、原作が劇中劇になったことに理解ある発言をしているが[113]、2012年の『朝日新聞』のインタビューでは原作が劇中劇になって唖然としたと述べている[114]。
- 2016年、角川映画40周年を記念した角川映画祭で『Wの悲劇』上映後には、澤井信一郎・三田佳子、ブルボンヌ・よしひろまさみちのトークショーが行われた[115][116]。
- 音楽評論家のスージー鈴木は、『セーラー服と機関銃』の頃の破格の可愛さはなく、垢抜けない普通の女の子に見えるシーンもあるのにもかかわらず、時折突然に、顔だけでなく、表情、動き、独特の声を含めた総力戦の魔法で説明不能の魅力を薬師丸が発散するように感じたと述べている[117]。

## 関連商品

### Blu-ray / DVD
- Wの悲劇（DVD）（2001年6月22日、角川エンタテインメント、KABD-127）
- 角川ヒロイン第三選集（3枚組 DVD-BOX）（2001年6月22日、角川エンタテインメント、KABD-130） - 『Wの悲劇』、『早春物語』、『いつか誰かが殺される』をセットにしたDVD-BOX。
- Wの悲劇 デジタル・リマスター版（DVD）（2011年6月24日、角川映画、DABA-0809）
- Wの悲劇 ブルーレイ（Blu-ray Disc）（2012年9月28日[118]、角川映画、DAXA-4265）
- Wの悲劇 角川映画 THE BEST（DVD）（2016年1月29日[119]、KADOKAWA、DABA-91125）

### サウンドトラック
音楽は久石譲が手がけた。サウンドトラックは1984年12月21日に東芝EMIより発売された。
トラックリスト
| #         | タイトル                                                         | 作詞      | 作曲・編曲 | Vocal        | 時間 |
| --------- | ---------------------------------------------------------------- | --------- | ---------- | ------------ | ---- |
| 1.        | 「プロローグ」                                                   |           |            |              | 3:51 |
| 2.        | 「野外ステージ」                                                 |           |            |              | 3:39 |
| 3.        | 「冬のバラ」                                                     |           |            | 薬師丸ひろ子 | 4:34 |
| 4.        | 「女優志願」                                                     |           |            |              | 2:57 |
| 5.        | 「劇団「海」」                                                   |           |            |              | 2:08 |
| 6.        | 「Wの悲劇」                                                      |           |            |              | 2:24 |
| 7.        | 「Woman"Wの悲劇"より」                                           |           |            | 薬師丸ひろ子 | 3:52 |
| 8.        | 「危険な台詞」                                                   |           |            |              | 3:34 |
| 9.        | 「静香と摩子」                                                   |           |            |              | 2:08 |
| 10.       | 「ジムノペディ第1番〜レクイエム〜サンクトゥス〜カーテンコールI」 |           |            |              | 6:31 |
| 11.       | 「カーテンコールII」                                             |           |            |              | 2:48 |
| 合計時間: | 合計時間:                                                        | 合計時間: | 38:26      |              |      |

### 書籍
- 『シナリオ Wの悲劇』（角川文庫 / 1984年11月25日発行 / ISBN 4-04-144599-X）
- 『Wの悲劇 カドカワフィルムストーリー』（角川文庫 / 1984年12月10日発行 / ISBN 4-04-159505-3）
  - 映画のストーリーをスチル写真により再現した文庫。
- 荒井晴彦、岩槻步、土田環『噓の色、本当の色: 脚本家荒井晴彦の仕事』川崎市市民ミュージアム、2012年。ISBN 978-4-9900-2062-0。
  - 『Wの悲劇』脚本の初稿を含む。